# Automobilverkäufer

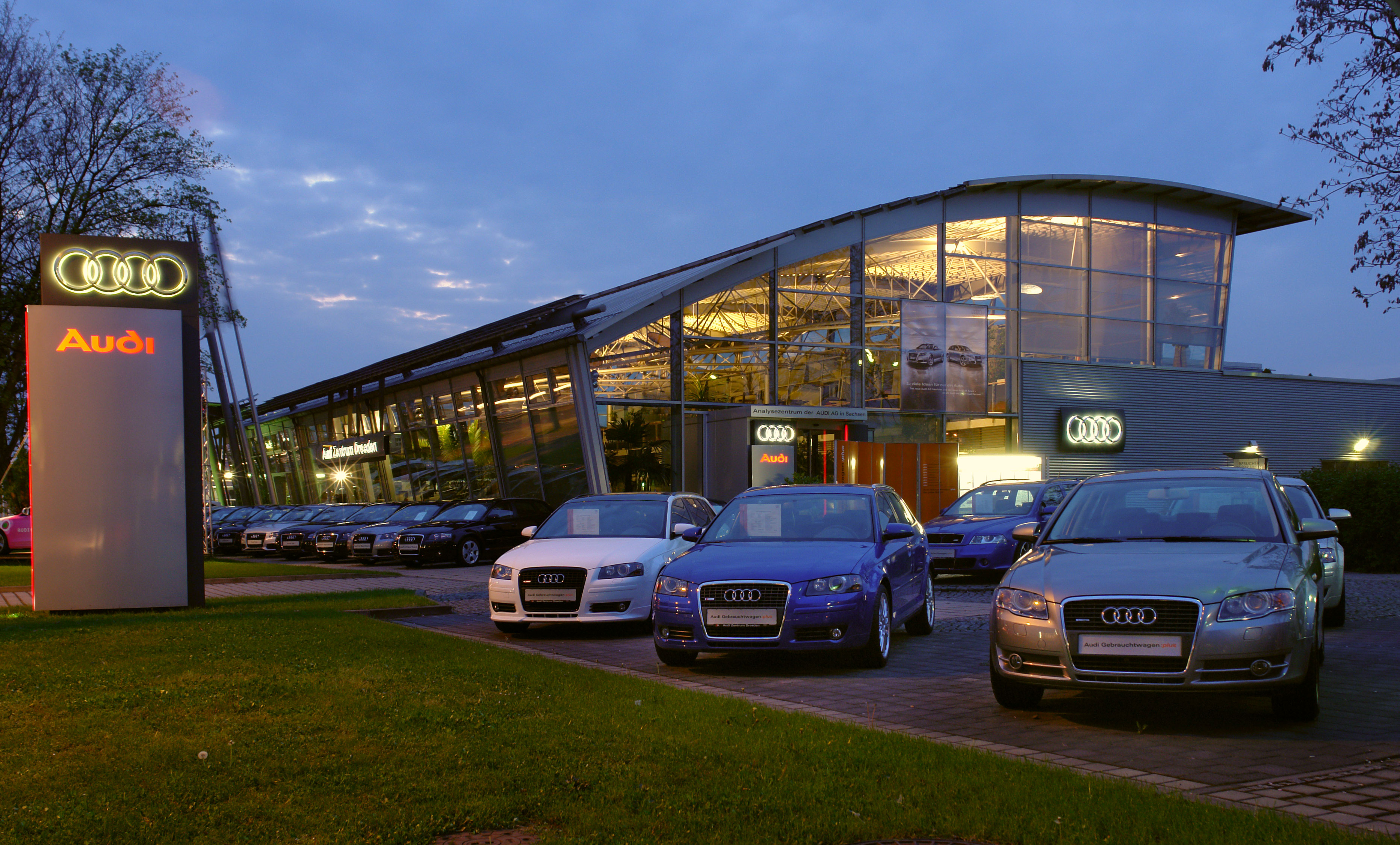
Arbeitsstelle eines Automobilverkäufers

Bei der Qualifikation des Automobilverkäufers, abweichend von dem Ausbildungsberuf Automobilkaufmann, handelt es sich um eine berufliche Weiterbildung für zumeist kaufmännische und auf Fahrzeugtechnik orientierte Berufsgruppen. Der Automobilverkäufer betreut den Kunden beratend und fachlich beim Kauf eines Fahrzeugs in Autohäusern oder Fachgeschäften für andere Kraftfahrzeuge.
Mittlerweile haben die deutschen Automobilhersteller und -importeure unter Mitwirkung des Zentralverband Deutsches Kraftfahrzeuggewerbe (ZDK) den Ausbildungsgang zum „Geprüfte/r Automobilverkäufer/in“ geschaffen. Die mindestens sechsmonatige Ausbildung soll berufsbegleitend mit Schulungen und Seminaren während der Betriebsphasen eine gewisse Qualität und Ausbildungsstandard des Verkaufspersonals gewährleisten. Einzelne Automobilhersteller haben ihre herstellereigenen Standards an diese berufsbegleitende Ausbildung gekoppelt.

## Geprüfter Automobilverkäufer
Ein Automobilverkäufer muss neben Produktinformationen zu den Fahrzeugen Kenntnisse im Bereich Umweltschutz, Verkehrssicherheit und alternative Antriebe aufweisen. Dazu bedarf es einer optimalen Branchenkenntnis und der Fähigkeit, dem Kunden auch umfassende Sachverhalte verständlich zu erläutern. Dies gelingt durch eine hohe Kommunikationsbereitschaft und einer hohen Auffassungsgabe für technische Zusammenhänge.  Die Weiterbildung zum geprüften Automobilverkäufer setzt keine bestimmte Vorbildung voraus. Besonders geeignet ist ein Bewerber, der bereits eine Ausbildung zum Automobilkaufmann erfolgreich abgeschlossen hat. Die Weiterbildung wird ausschließlich von Herstellern / Händlern der Automobilbranche durchgeführt, andere Anbieter gibt es nicht.

## Aufgabenbereich
- Beratungs- und Verkaufsgespräche
- Abwicklung von Probefahrten
- Fahrzeugpräsentationen
- Bedarfsermittlung
- Finanzierungs- und Leasingberatung
- Verkaufsabschluss
- Abwicklung der Zulassungsmodalitäten
- Auslieferung des Fahrzeugs inkl. Einweisung